# ویلیک هاروتیونیان
ویلیک هاروتیونیان (Վիլիկ Մարգարի Հարությունյան؛ زادهٔ ۵ مارس ۱۹۳۶ - درگذشته ۱۹ اوت ۲۰۰۰) یک فیزیک‌دان، و سیاستمدار اهل ارمنستان بود که از تاریخ ۱۹۹۰ تا تاریخ ۱۹۹۱ در کابینه سمت رئیس کمیته دولتی علوم و آموزش عالی ارمنستان را بر عهده داشت.

## زندگی‌نامه
در ۵ مارس ۱۹۳۶ در ایروان به دنیا آمد و از فارغ‌التحصیل شد. وی همچنین نشان پرچم سرخ کار شده‌است. هاروتیونیان عضو فرهنگستان ملی علوم ارمنستان نیز بود وی در مؤسسه فیزیک ایروان و دانشگاه دولتی ایروان فعالیت می‌کرد. وی در ۱۹ اوت ۲۰۰۰ در زادگاهش در سن ۶۴ سالگی درگذشت.